# Bélgica no Festival Eurovisão da Canção 2010
A Bélgica foi o quarto país a confirmar a sua presença no Festival Eurovisão da Canção 2010, a 13 de Maio de 2009. Com esta participação, a Bélgica realiza a sua quinquagésima segunda participação no Festival Eurovisão da Canção. Para eleger o seu representante, a Bélgica utilizará o seu já famoso Eurosong. No último ano, em 2009, a Bélgica conseguiu alcançar o 17º lugar na primeira semi-final (entre 18), com 1 voto.